# SN 1975R
SN 1975R – niepotwierdzona supernowa odkryta 7 grudnia 1975 roku w galaktyce LEDA0073995. W momencie odkrycia miała maksymalną jasność 15,00m.